# Katharina Konradi
Katharina Konradi (* 13. Juni 1988 in Bischkek, Kirgisistan) ist eine deutsche Opern-, Lied- und Konzertsängerin in der Stimmlage Sopran.

## Leben und Wirken
Katharina Konradi wuchs in Kirgisistan auf, ihre Muttersprache ist Russisch. Als Abkömmling wolgadeutscher Großeltern konnte sie im Alter von 15 Jahren mit ihren Eltern als Spätaussiedler nach Hamburg übersiedeln. Erst hier lernte sie Deutsch und bestand 2009 das Abitur an der Johannes-Brahms-Schule in Pinneberg. Zunächst erhielt sie Gesangsunterricht bei Katja Pieweck und studierte dann von 2009 bis zum Bachelorabschluss 2013 an der Universität der Künste Berlin Gesang bei Julie Kaufmann sowie zeitgenössisches Lied bei Axel Bauni und Liedgestaltung bei Eric Schneider. Von 2014 bis zu ihrem Masterabschluss 2016 studierte sie an der Hochschule für Musik und Theater München Gesang bei Christiane Iven und Liedgestaltung bei Donald Sulzen. Meisterklassen bei Helmut Deutsch und Klesie Kelly-Moog rundeten ihre Ausbildung ab. Erste Engagements hatte sie seit Sommer 2013 an der Kammeroper München und in der Spielzeit 2014/2015 am Theater Hof, wo sie als Anne Frank in der Monooper Das Tagebuch der Anne Frank von Grigori Frid debütierte.
Von  2015 bis 2018 gehörte Konradi dem Ensemble des Hessischen Staatstheaters Wiesbaden an und stellte dort größere Partien des lyrischen Sopranfachs dar. Nach ihrem Hamburger Debüt als Ännchen im Freischütz im Jahr 2017 wurde sie 2018 als Solistin an der Hamburgischen Staatsoper engagiert. In diesem Jahr trat sie auch erstmals an der Semperoper Dresden als Zdenka in Arabella auf. Bei den Bayreuther Festspielen wirkte sie erstmals im Sommer 2019 als Junger Hirt in Tannhäuser und als Blumenmädchen in Parsifal mit. Im März 2019 wurde sie von Rolando Villazón bei Arte im Rahmen der Sendung Stars von morgen vorgestellt.
Als Interpretin von Kunstliedern pflegt sie, u. a. gemeinsam mit dem Pianisten Eric Schneider, ein breites Repertoire von der Wiener Klassik bis zu zeitgenössischer Musik. Mit Joseph Middleton am Klavier hatte sie 2020 ihr Debüt in der Londoner Wigmore Hall. Auch ihre 2018 und 2021 erschienenen CDs sind ganz der Liedkunst gewidmet.

## Privates
Katharina Konradi ist mit dem Pianisten Roland Vieweg verheiratet, hat ein Kind und lebt in Dötlingen bei Wildeshausen.

## Repertoire

### Oper
- Händel: Morgana in Alcina
- Verdi: Nannetta in Falstaff, Oscar in Un ballo in maschera
- Joh. Strauss: Adele in Die Fledermaus
- Mozart: Pamina in Die Zauberflöte, Susanna in Le nozze di Figaro, Zerlina in Don Giovanni, Despina in Cosi fan tutte
- Wagner: Woglinde in Das Rheingold und Götterdämmerung
- Humperdinck: Gretel in Hänsel und Gretel
- Weber: Ännchen in Der Freischütz
- Strauss: Zdenka in Arabella, Sophie in Der Rosenkavalier
- Beethoven: Marzelline in Fidelio

### Konzert
- Johann Sebastian Bach: Kantaten BWV 61, 63, 70, 147 (Akademie für Alte Musik Berlin und RIAS Kammerchor unter Rinaldo Alessandrini, Nikolaikirche Leipzig[14])
- Ludwig van Beethoven: Egmont, Lieder des Clärchens (NDR Elbphilharmonie Orchester unter Thomas Hengelbrock, Elbphilharmonie Hamburg, 2017[15])
- Gustav Mahler: 2. Sinfonie (Symphonieorchester und Chor des Bayerischen Rundfunks unter Daniel Harding, Philharmonie München, 2019[16])
- Felix Mendelssohn Bartholdy: Sinfonie Nr. 2 B-Dur „Lobgesang“ (Hr-Sinfonieorchester und MDR-Rundfunkchor unter Alain Altinoglu, Eröffnungskonzert des Rheingau Musikfestivals im Kloster Eberbach, 2022[17])
- Johannes Brahms: Ein Deutsches Requiem (Balthasar-Neumann-Chor und -Ensemble unter Thomas Hengelbrock, Baden-Baden, 2020[18])

## Preise
- 2016: Preis des Deutschen Musikwettbewerbs[19]

## Diskografie
- Gedankenverloren. Lieder von Schubert, Trojahn, Debussy, Boulanger, Rachmaninoff, Krenek, Laitman, Strauss. Klavier: Gerold Huber (Genuin; 2018)
- Liebende. Lieder von Strauss, Mozart und Schubert. Klavier: Daniel Heide (CAvi; 2021)
- Russian Roots. Lieder von Ludwig van Beethoven, Igor Strawinsky, Mieczyslaw Weinberg, Dmitri Schostakowitsch, Sofia Gubaidulina, Serge Rachmaninoff und Lea Auerbach. Trio Gaspard, Klaviertrio (Chandos 2022)